# Kojetín (ort i Tjeckien, Olomouc)
Kojetín är en stad i Tjeckien.   Den ligger i regionen Olomouc, i den östra delen av landet, 220 km öster om huvudstaden Prag. Kojetín ligger 203 meter över havet och antalet invånare är 6 397.
Terrängen runt Kojetín är huvudsakligen platt, men söderut är den kuperad. Runt Kojetín är det ganska tätbefolkat, med 230 invånare per kvadratkilometer. Närmaste större samhälle är Kroměříž, 8,9 km sydost om Kojetín. Trakten runt Kojetín består till största delen av jordbruksmark.